# Seznam kubanskih fotomodelov
Seznam kubanskih fotomodelov.

## C
- Matt Cedeño

## F
- Daisy Fuentes

## G
- Odalys Garcia
- Vida Guerra

## S
- Sissi

## V
- Mayra Veronica